# دختر (فیلم ۲۰۱۹)
دختر (به چکی: Dcera) یک فیلم پویانمایی کوتاه درام محصول سال ۲۰۱۹ چک به کارگردانی داریا کاشچوا است. این فیلم در طول نیم سال پس از نمایش خود در جشنواره بین‌المللی فیلم انیمیشن انسی، ۳۸ جایزه دریافت کرد، از جمله انسی کریستال برای بهترین فیلم در رده فیلم‌های فارغ‌التحصیلی، و جایزه اسکار دانشجویی (اسکار دانشجویی). همچنین نامزد جایزه اسکار بهترین پویانمایی کوتاه شد.

## داستان
فیلم بدون کلام روایت می شود. درباره روابط پیچیده زن جوان با پدرش است. او در یک اتاق بیمارستان با او ملاقات می کند که در آن دوران کودکی و رابطه پیچیده خود با پدرش و نحوه جدایی آنها را به یاد می آورد تا اینکه دوباره ملاقات می کنند و در نهایت آشتی می کنند.